# Инородное тело прямой кишки
Инородное тело прямой кишки — крупные инородные тела в прямой кишке, введенные через задний проход или попавшие в прямую кишку через рот и желудочно-кишечный тракт. Может приобрести клиническое значение, если пациент не в состоянии самостоятельно извлечь предмет. Небольшие проглоченные инородные тела, такие как кости, съеденные с пищей, иногда могут застрять в прямой кишке и быть обнаружены рентгенографией, редко имеют клиническое значение.
Инородные тела прямой кишки представляют собой частный случай инородных тел в пищеварительном тракте.

## Признаки и симптомы

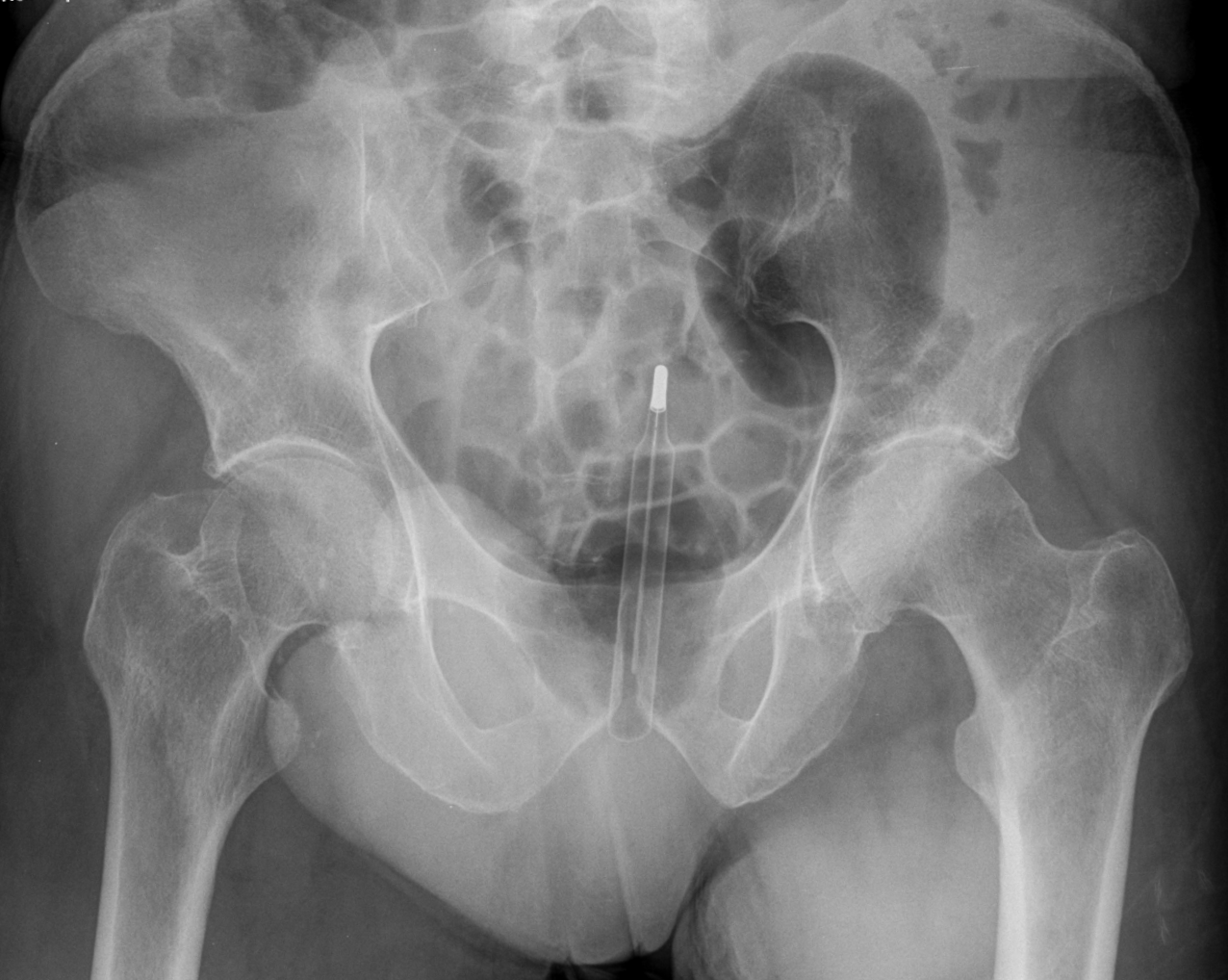
Медицинский ртутный термометр в просвете прямой кишки

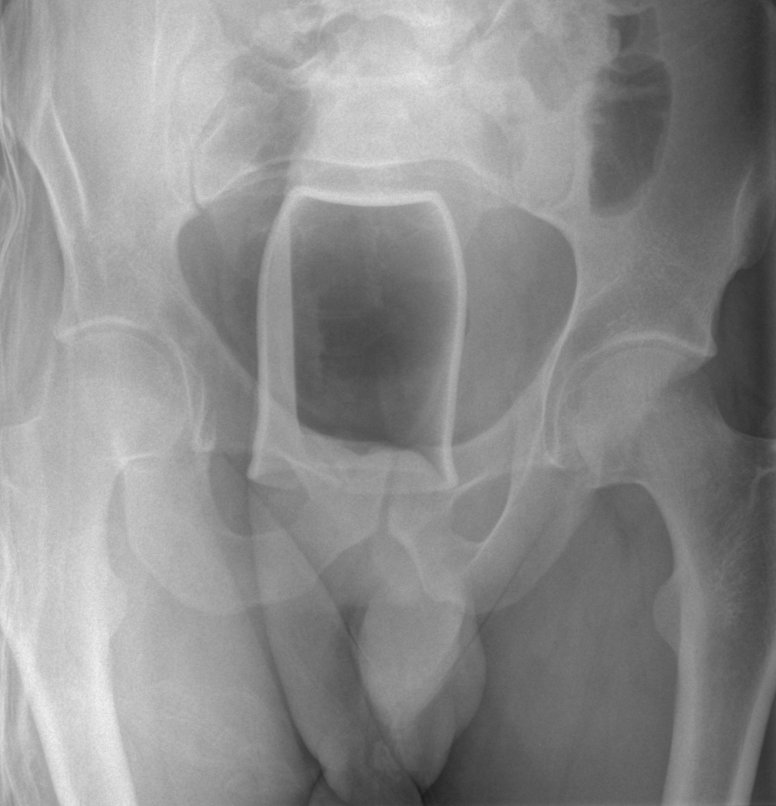
Стаканчик из-под зубной щётки в просвете прямой кишки

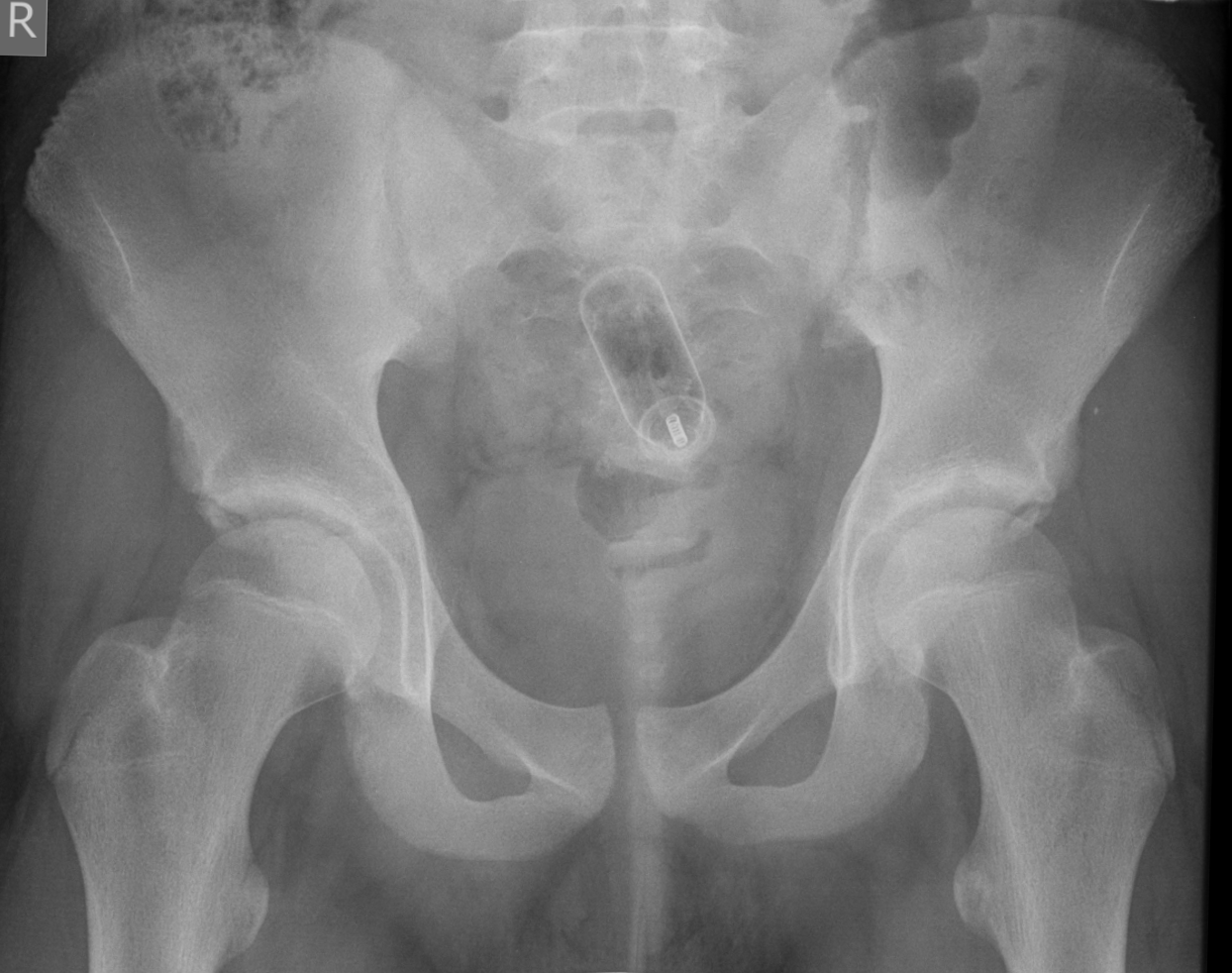
Аэрозольный баллончик в просвете прямой кишки

Достаточно большие инородные тела могут мешать прохождению кала из толстой кишки, из-за чего может возникнуть механическая кишечная непроходимость. Растяжение прямой кишки и нарушение перистаза усиливают этот эффект.
Инородное тело может вызвать инфекции, разрушающие стенку кишечника. В зависимости от расположения перфорации это может привести к перитониту из-за фекалий или абсцессу в забрюшинном пространстве.
Меньшие объекты, которые повреждают стенку кишечника, но не перфорируют её, могут быть инкапсулированы гранулемой инородного тела. Они могут оставаться в прямой кишке в виде псевдоопухоли без каких-либо дополнительных эффектов.

### Осложнения
Наиболее распространенным, но все же редким осложнением является перфорация прямой кишки, вызванная самим посторонним объектом или попытками его удаления. Диагностированные перфорации оперируются немедленно путем открытия живота и удаления или ушивания перфорированной области. Для подавления инфекций обычно назначают антибиотики. Часто для защиты швов необходима временная илеостома. После того, как контрастное вещество, введенное через клизму, показывает на рентгене полное заживление перфорированной области, илеостома переворачивается. Обычно это занимает от трех до шести месяцев. Средняя госпитализация составляет 19 дней.
Медицинская литература описывает несколько случаев смерти от инородных тел прямой кишки, но они очень редки и обычно классифицируются как аутоэротическая смерть. 75-летний пациент умер от перфорации прямой кишки от трости психически больного человека. Другой пациент среднего возраста умер от перфорации прямой кишки вибратором. Перфорация была ушита, и пациент получал интенсивную медицинскую помощь, но из-за травмы у него возник острый респираторный дистресс-синдром и синдром системного воспалительного ответа, что привело к синдрому полиорганной дисфункции и смерти. Описана смерть от перфорации рожком для обуви. Прямая кишка после хирургической процедуры должна лечиться до полного заживления. 54-летний мужчина, которому дважды делали операцию по удалению инородного тела (огурец и пастернак), умер от перитонита после того, как он до заживления раны засунул в прямую кишку два яблока.

## Причины

### Через анус
Причины появления инородных ректальных тел разнообразны, но в большинстве случаев они имеют сексуальную или криминальную мотивацию. В подавляющем большинстве случаев инородное тело было введено добровольно. Из них большая часть относится к сексуально мотивированному поведению, другую часть добровольного введения составляет контрабанда наркотиков, то есть нелегальная транспортировка наркотиков внутри полости тела (здесь в прямой кишке). Кроме наркотиков в прямой кишке перевозят оружие, включая ножи и боеприпасы. Согласно одному исследованию, сексуальная стимуляция была причиной 80 % клинически значимых случаев инородных тел прямой кишки. Около 10 % случаев были связаны с сексуальным насилием.
В редких случаях пациенты вставляют предметы в прямую кишку таким образом, чтобы их было невозможно извлечь самостоятельно, ради получения внимания и жалости со стороны медперсонала. Это поведение классифицируется как синдром Мюнхгаузена.
Ещё одна причина инородных тел — это самолечение заболеваний. Один пациент пытался лечить хроническую диарею, вставив в прямую кишку кукурузный початок. Другой пациент пытался уменьшить зуд от геморроя (Pruritus ani) с помощью зубной щётки, он упустил щётку, и она ушла вглубь кишечника.
К недобровольному введению инородного тела относятся ненамеренные введения из-за несчастных случаев и введения во время телесных пыток. Пример инородного тела прямой кишки из-за несчастного случая — ртутный медицинский градусник, вставленный в задний проход для измерения температуры и сломавшийся внутри тела. Многие случаи самовведения инородных тел пациенты из стыда называют случайными.
Существует несколько причин, почему инородные тела застревают в прямой кишке. Многие предметы, используемые для сексуальной стимуляции, для облегчения введения имеют коническую форму с широким основанием и более тонким концом. Поэтому, когда основание полностью входит в анус, самостоятельное извлечение предмета иногда становится невозможным. Предмет вставляют глубже, чтобы получить более сильную стимуляцию. В этом случае сфинктер механически предотвращает извлечение инородного тела.

### Через рот
Инородное тело способно оказаться в прямой кишке, пройдя через всю пищеварительную систему после перорального приема (через рот). Данные случаи встречаются очень часто, но редко приобретает медицинское значение. Достаточно большое инородное тело может застрять в сужениях, таких как пищевод, кардия, привратник или илеоцекальный клапан, и вызывать проблемы в других органах. Небольшие инородные тела могут проходить через эти узкие места, но также вызывать медицинские проблемы, например, зубочистки и кости. Кости, особенно куриные, вызывают около двух третей всех кишечных перфораций.
Пища на растительной основе, особенно семена, такие как попкорн, арбузные, подсолнечные и тыквенные семечки, могут слипаться в нижней части кишечника и образовывать безоары. Они приобретают клиническое значение, когда становятся слишком большими для нормального прохождения через анус. Этот вид ректального инородного тела встречается главным образом у детей, особенно в Северной Африке и на Ближнем Востоке, где эти семена составляют часть рациона. В очень редких случаях семена в безоаре прорастают, будучи в нижнем кишечнике или прямой кишке, и вызывают блокаду.

### Предметы
Тип и размеры инородных ректальных тел весьма разнообразны.
Предметы, задокументированные в литературе:
- Бритва, винт, отвёртка, маленькая свёрнутая сумка для инструментов (15×12 см, весом 620 г вместе с инструментами), шпилька, открывалка консервов, сверло
- Короткие палки, такие как ножка стула длиной 27 см, черенок заступа (19 см), сломанный черенок метлы, удлинители для пылесоса
- Ёмкости, иногда более 0,5 л, например, бутылки с игристым вином, с кока-колой, баночки с вареньем, маленькие пивные стаканы, чашки
- Баллончик с краской, лампочка, электронная лампа, свеча
- Мячик для настольного тенниса, мячик для игры в паралимпийский спорт бочча
- Боеприпасы, петарды
- Вибратор, резиновая палка, фаллоимитатор
- Игрушечная машина
- Очки, ключ от чемодана, кисет для табака вместе с журналом
- Пластиковый чехол для зубной щётки[3][9][23][24][25]

В прямую кишку вводят не только твёрдые предметы. В 1987 году задокументирован случай пациента, который сделал себе цементную клизму. После затвердевания кусок цемента извлекли хирургическим путём. Ещё один случай произошёл в ноябре 1953 года, когда страдающий депрессией вставил в анус картонную трубку длиной 15 см и бросил в неё зажжённую петарду, в результате чего в его прямой кишке образовалось большое отверстие.

## Диагностика
Многие пациенты испытывают стыд во время анамнеза и неохотно предоставляют информацию врачу. Это может привести к недостатку информации, критичной при терапии. От того же стыда пациенты не спешат посещать врача, пока не становится очень поздно. Для успешной терапии первостепенное значение имеет доверительное и чуткое отношение врача к пациентам, испытывающим чувство стыда и неловкости, такое отношение может спасти жизнь.
Обычно делают несколько рентгеновских снимков, чтобы точно определить место нахождения инородного тела. Инородные тела из малоконтрастного материала (например, пластика) могут потребовать ультразвукового исследования или компьютерной томографии. Магнитно-резонансная томография противопоказана, особенно если неизвестен материал инородного тела. Инородные тела прямой кишки могут проникать глубоко в толстую кишку, при определённых обстоятельствах вплоть до правого изгиба ободочной кишки.
Эндоскопия, которая также может быть полезна во время терапии, облегчает идентификацию и локализацию объекта внутри прямой кишки.
Информация, полученная об инородном теле, имеет большое значение во время терапии, так как перфорация прямой кишки или заднего прохода должна быть абсолютно исключена.

## Лечение

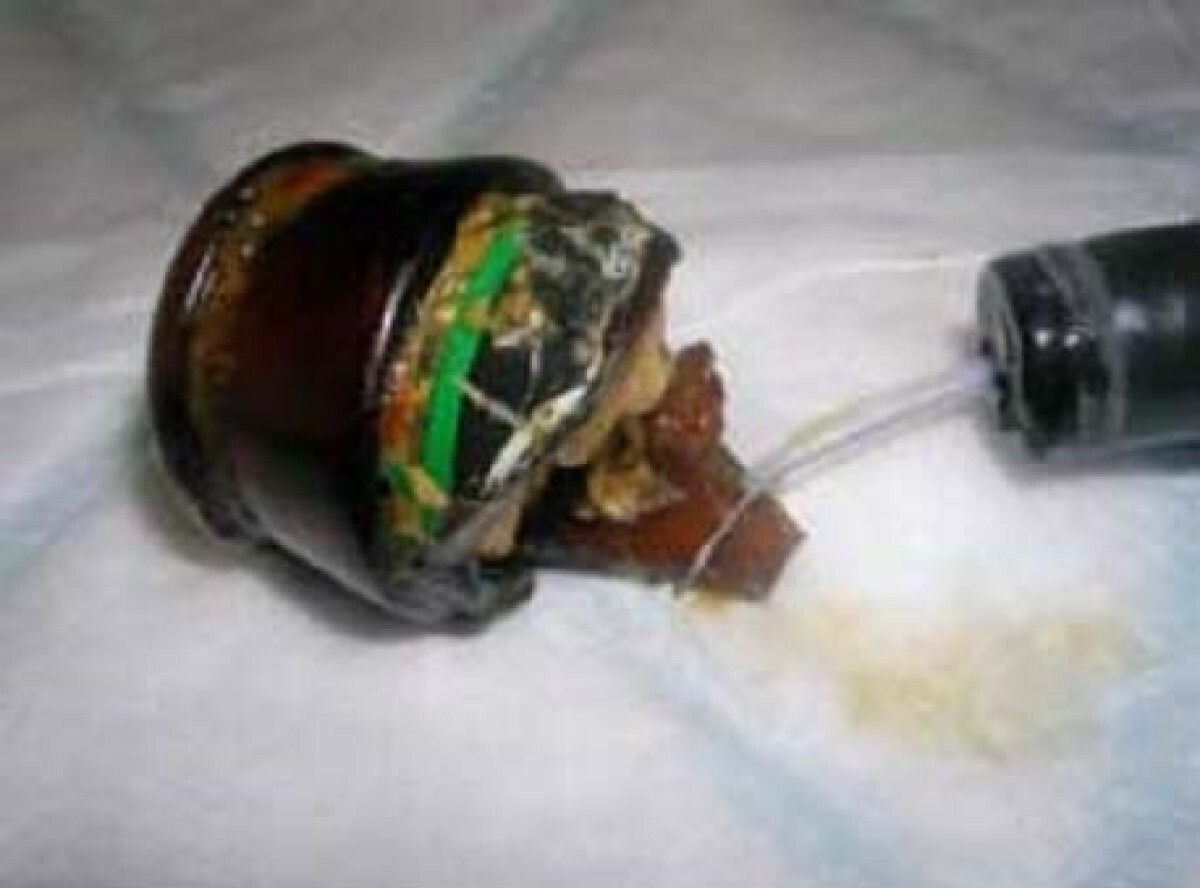
Эндоскопическая стропа с фрагментом стеклянной бутылки.

Терапевтические меры по удалению инородного тела настолько же разнообразны, как сами предметы в прямой кишке. Во многих случаях инородные тела сделаны из хрупких материалов, таких как стекло. Большинство пациентов ждут несколько часов или даже дней, пока не пойдут к врачу. Пациенты часто неоднократно пытаются удалить объект сами или обращаются за помощью к непрофессионалу. Часто это приводит к ухудшению ситуации и мешает успешному извлечению.
В большинстве случаев инородное тело может быть удалено эндоскопически. Например, вибраторы можно удалить с помощью большого стропа, используемого для удаления полипов во время колоскопии. Небольшие предметы, такие как медицинский термометр, можно удалить с помощью щипцов для биопсии. Гибкий эндоскоп не может помочь с большими и застрявшими предметами, в этих случаях предпочтительнее использовать инструменты из жесткого материала.
Доказали свою ценность для извлечения инородных тел инструменты родовспоможения, такие как щипцы и присоски. Деревянные предметы извлекались с помощью штопоров. Стаканы извлекали с помощью наполнения их гипсом. В качестве «якоря» можно использовать ложку, оставляя её внутри стакана во время заливки гипса и извлекая её вместе со стаканом. Лампочки заворачивают в марлевую оболочку, разбивают внутри прямой кишки и вынимают.
Аргон-плазменная коагуляция успешно применялась при извлечении зелёного яблока, обернутого целлофаном, из прямой кишки 44-летнего пациента. Аргонно-лучевая коагуляция сжала яблоко более чем на 50 %, что позволило его извлечь. Предыдущие попытки извлечения с использованием эндоскопических инструментов потерпели неудачу из-за плоской поверхности предмета.
Если предмет расположен слишком высоко в области сигмовидной кишки и не может быть извлечен ни одним из указанных выше способов, постельный режим и седативный эффект могут привести к тому, что предмет спустится обратно в прямую кишку, где его будет легче извлечь.
В трудных случаях может потребоваться лапаротомия. По статистике, к ней прибегают примерно у 10 процентов пациентов. Толстой кишкой можно манипулировать внутри брюшной полости, что позволяет перемещать инородное тело в направлении заднего прохода и затем захватить его там. Хирургическое вскрытие толстой кишки может быть показано в очень сложных случаях, особенно если манипуляции с предметом представляют серьёзную угрозу для здоровья, например в случае с презервативом с наркотиками.

### Анестезия
Легкие случаи требуют максимум седации. Широко применяются местная и спинальная анестезия. Сложные вмешательства могут требовать общей анестезии, например хирургическое вскрытие брюшной полости. Общая анестезия может быть полезна для расслабления сфинктеров.

### Послеоперационный уход
После операции сигмоидоскопия — колоноскопия первых 60 см толстой кишки — это хорошая практика для того, чтобы исключить возможную перфорацию и повреждение прямой кишки и сигмовидной кишки . Может быть показан стационарный уход.

### Примеры
| Предмет                            | Процедура                                              | Анестезия  | Источник             |
| ---------------------------------- | ------------------------------------------------------ | ---------- | -------------------- |
| Шариковая ручка                    | Петля для полипэктомии                                 | н/д        | [ 39 ]               |
| Шарик, наполенный водой            | Пункция                                                | н/д        | [ 40 ]               |
| Куриная кость                      | Петля для полипэктомии                                 | н/д        | [ 41 ]               |
| Зубочистка                         | Петля для полипэктомии                                 | н/д        | [ 42 ]               |
| Яблоко в целофане                  | Дефграментация с помощью аргонно-плазменной коагуляции | Без        | [ 37 ]               |
| Стеклянная бутылка                 | Биопсийные щипцы                                       | Общая      | [ 32 ]               |
| Вибратор                           | Петля для полипэктомии                                 | Без        |                      |
| Флакон                             | Зонд Сенгстакена-Блэкмора                              | н/д        | [ 43 ]               |
| Флакон                             | Петля для полипэктомии                                 | н/д        | [ 44 ]               |
| Наконечник клизмы                  | Петля для полипэктомии                                 | н/д        |                      |
| Вибратор                           | Биопсийные щипцы                                       | н/д        |                      |
| Карандаш                           | Петля для полипэктомии                                 | н/д        | [ 45 ]               |
| Железный прут                      | Двухканальный эндоскоп и проволока                     | н/д        | [ 46 ]               |
| Горлышко бутылки                   | Катетер Фолея                                          | Общая      | [ 47 ]               |
| Распылительный бак                 | Баллон для ахалазии                                    | Без        |                      |
| Мягкий игрушечный мячик            | Присоска                                               | Общая      | [ 48 ]               |
| Вибратор                           | Щипцы и анальный расширитель                           | Местная    | [ 49 ]               |
| Вибратор                           | Загнутые щипцы                                         | Местная    | [ 50 ]               |
| Флакон лосьона после бритья        | Костные щипцы и резиновые подставки                    | Спинальная | [ 51 ]               |
| Куриные кости                      | Пальцами                                               | Без        | [ 17 ]               |
| Колпачок аэрозольного баллончика   | Захватывающие щипцы и анальное расширение              | Общая      | [ 52 ]               |
| Ваза                               | Заполнение гипсом                                      | Общая      | [ 53 ]               |
| Стеклянная емкость                 | С помощью гипса                                        | Спинальная | [ 54 ]               |
| Стеклянная емкость                 | Трахеальная трубка                                     | Местная    | [ 55 ]               |
| Яблоко                             | Двумя руками                                           | Местная    | [ 56 ]               |
| Стеклянная емкость                 | Катетер Фолея                                          | Общая      | [ 57 ]               |
| Стеклянная бутылка                 | Присоска                                               | Общая      | [ 28 ]               |
| 100-ваттная электрическая лампа    | Три катетера Фолея                                     | н/д        | [ 58 ]               |
| Градусник                          | Биопсийные щипцы                                       | Общая      |                      |
| Вибратор                           | Трансанальные щипцы Кочера                             | Местная    |                      |
| Бутылка в форме кегли для боулгина | Щипцы                                                  | Общая      |                      |
| Флакон от парфюма                  | Руками                                                 | Спинальная | [ 59 ]               |
| Деревяшка                          | Руками                                                 | Общая      | [ 60 ]               |
| Чехол от зубной щетки              | Катетер Фогарти                                        | н/д        | [ 61 ]               |
| Варежка-прихватка                  | Щипцы после анального расширителя                      | Общая      | [ 62 ]               |
| Дренажная труба                    | Родовспоможительные щипцы                              | Общая      | [ 33 ]               |
| Мяч для игры в петанк              | Электромагнит                                          | Общая      | [ 63 ]               |
| Морковь                            | Экстрактор миомы                                       | н/д        | [ 64 ]               |
| Стеклянный предмет                 | Присоска                                               | Спинальная | [ 34 ]               |
| Резиновый мячик                    | Руками после анального расширителя                     | Общая      | [ 65 ]               |
| Деревянная палка                   | Анальное расширение двумя руками                       | Спинальная |                      |
| Бутылка                            | Руками после анального расширителя                     | Общая      | [ 66 ]               |
| Дилдо                              | Экстрактор миомы                                       | н/д        | [ 67 ]               |
| Лампочка                           | Abdominal compression[неизвестный термин]              | Спинальная | (недоступная ссылка) |

## Эпидемиология
Достоверных данных о заболеваемости клинически значимым инородным телом прямой кишки нет. Возможно, заболеваемость увеличивается в долгосрочной перспективе, так как в последнее время наблюдается чаще.
Уровень заболеваемости значительно выше у мужчин, чем у женщин. Соотношение полов составляет 28:1. Метаизучение 2010 года показало соотношение 37:1. Средний возраст пациентов составил 44,1 года, стандартное отклонение — 16,6 года. Инородные тела прямой кишки не являются необычным явлением в отделениях неотложной помощи больницы.
Первый документально подтвержденный случай датируется XVI веком.

## У животных
Инородные ректальные тела редки в ветеринарии. Проход через весь кишечник с застреванием в прямой кишке — как и у людей — редок. У животных могут образовываться безоары из разных материалов, которые перемещаются в прямую кишку и вызывать проблемы. Атипичные инородные тела прямой кишки у животных обоего пола могут быть вызваны жестоким отношением — сексуальным или садистским насилием.

## Шнобелевская премия
В 1995 г. Шнобелевская премия была присуждена Дэвиду Б. Бушу и Джеймсу Р. Старлингу из Мэдисона, штат Висконсин, за работу 1986 года «Ректальные инородные тела: истории болезни и всесторонний обзор мировой литературы».